# کلیسای سان کاتالدو
کلیسای سان کاتالدو (ایتالیایی: Chiesa di San Cataldo) یک کلیسای کاتولیک است که در مرکز پالرمو، سیسیل، ایتالیا واقع شده است. این کلیسا در سال ۱۱۵۴ ساخته شد و نمونه‌ای از معماری و فرهنگ نورمن-عرب-بیزانسی است. از سال ۱۹۳۰، این کلیسا متعلق به فرقه مزار مقدس اورشلیم است.
در سال ۲۰۱۵، این مکان یک میراث جهانی یونسکو شد.

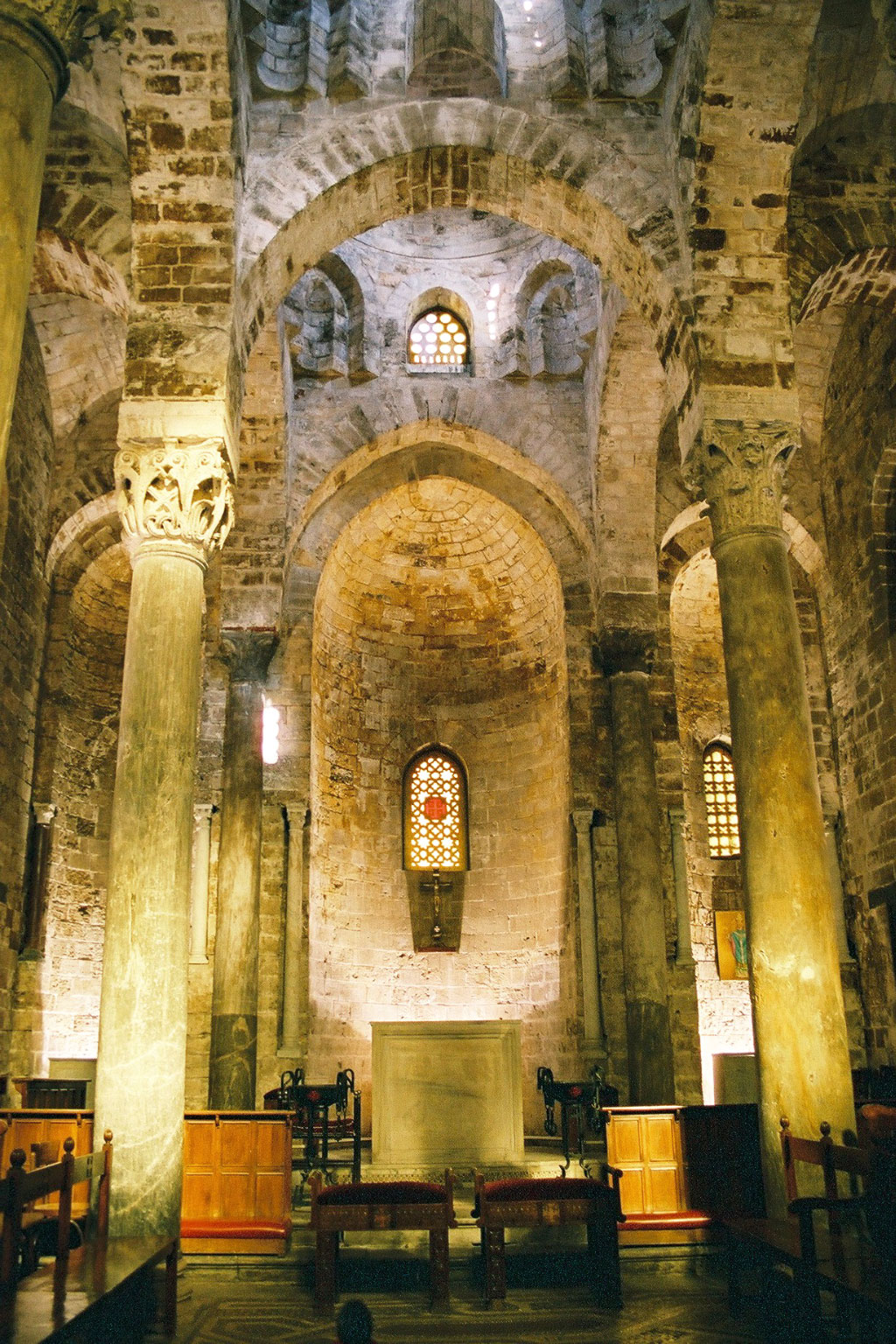
نمای داخلی کلیسا